# Hans Gotthelf von Globig
Hans Gotthelf von Globig (* 20. März 1719 in Grauwinkel; † 6. November 1779 in Dresden) war ein kursächsischer wirklicher Geheimer Rat, wie auch Oberkonsistorialpräsident sowie Erb-, Lehn- und Gerichtsherr auf Zehista.
Ende Mai 1767 heiratete er in Droyßig Henrietta Ermutha geb. von Dieskau (* 1737), die jüngste Tochter des großbrittannischen und kurfürstlich-hannöverischen wirklichen Geheimen Rates, Erb-, Lehn- und Gerichtsherrn auf Trebsen, Johann Adolph von Dieskau; zu ihren Kindern gehörte unter anderem der spätere Oberkammerherr Friedrich Ferdinand Gottlieb von Globig.